# Rummelpott

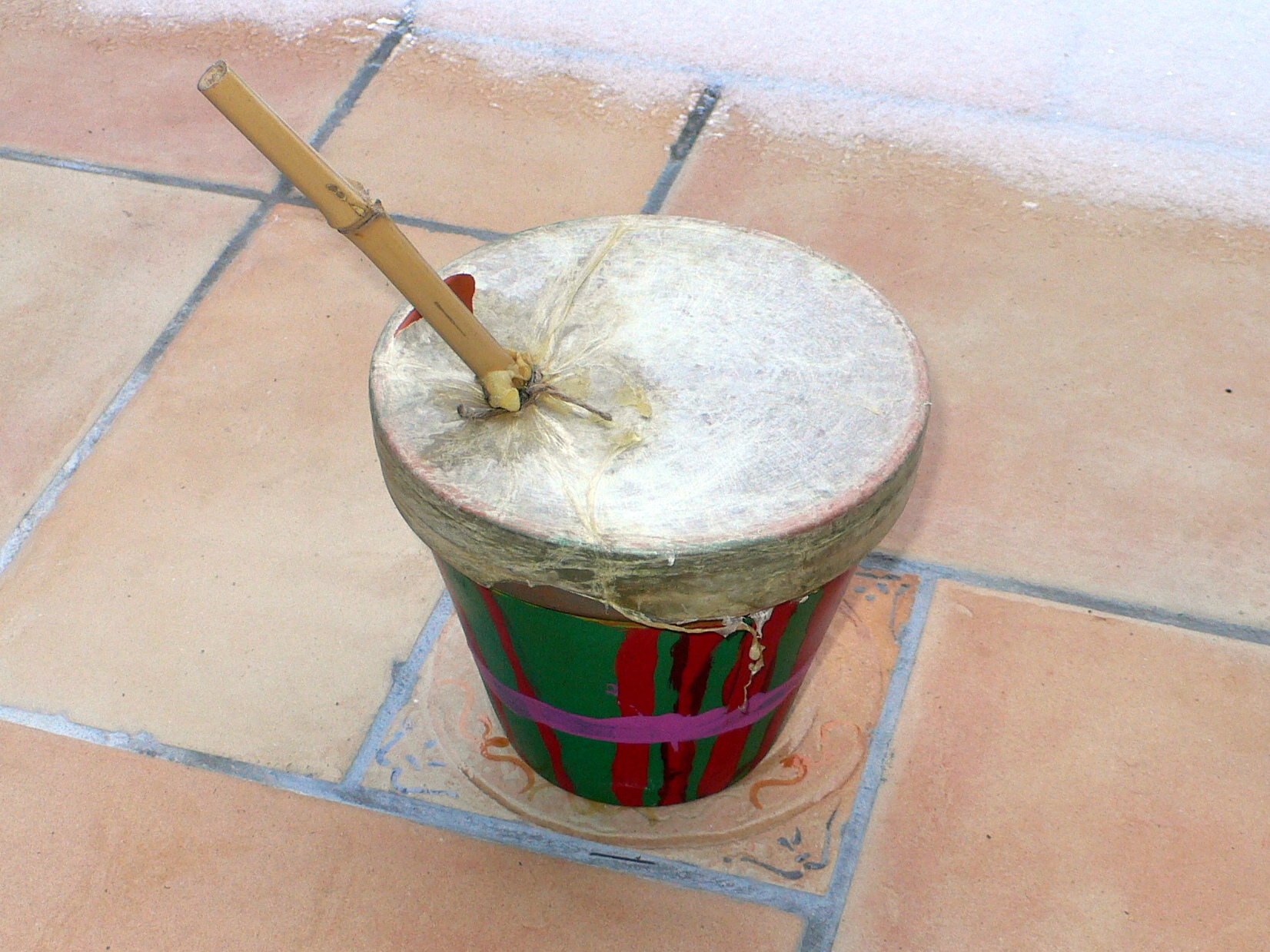
Rummelpott från Hamburg-Blankenese

Rummelpott är en primitiv friktionstrumma i flera musikkulturer. Ljudet frambringas genom att man med fingrarna gnider en pinne som är trädd genom trumskinnet. I norr Tyskland och i norra Schleswig (Södra Jylland) klädde grupper av barn ut sig tidigt på nyårsafton och gick från dörr till dörr och framförde olika rummelpotvisor. Även i bl. a Rumänien har instrumentet använts i helgprocessioner.

## Beskrivning
Rummelpott eller andra instrument användes för att dra uppmärksamheten till sig och följda av rytmiska sånger. Som tack fick barnen av husets invånare äpplen, söta bakverk eller andra sötsaker. Grannar som var villiga att ge något till barnen, kunde slippa att bli hånade av visor som Witten Tweern sjungit. Förklädnad skulle förhindra att rummelpottlöparen blev igenkänd.
Namnet kommer från det även välkända Brummtopf Rummelpott som gererar ett mullrande ljud (lågtyska: rummeln). Med hjälp av oljud skulle i forna tider, under de så kallade grova nätterna i början av vintern objudna gastar fördrivas. I folktron var andevärlden öppen under dessa nätter. Även Odens vilda jakt ägde rum på nyårsaftonen. Den nu utbredda varianten av rummelpott går förmodligen tillbaka till 1600-talet. I stället för den numera sällan använda rummelpott används ofta andra instrument, som kan ge samma effekt som en rummelpott.
Idag är rummelpottlöpning fortfarande i många delar av Schleswig-Holstein, Niedersachsen och Sønderjyllands kända. På den nordfrisiska ön Amrum är en liknande form känd. På grannön Föhr kallas det Kenkner. Även vuxna gör i vissa regioner rummelpottlöpning. Men då är villkoren, i stället för sötasaker, för det mesta ett glas konjak. Därför är rummelpott där känd som rompott.

## Rummelpott i konst och kultur
Målaren och grafikern Willem Grimm har seden med rummelpottlöpning som återkommande motiv i många av sina träsnitt. Barnboksförfattaren i Hamburg, Kirsten Boie, behandlar rummelpottlöpningar i den 2008 utgivna barnboken Ein neues Jahr im Möwenweg. Konstnären Gerhard Brandes presenterade 1992 en skulptur med tre barn på rummelpott, uppställd i Hamburg-Bramfeld på Haidlandsring.